# Gustavo Moscoso
Gustavo Segundo Moscoso (Valdivia, 10 augustus 1955) is een voormalig profvoetballer uit Chili, die gedurende zijn carrière speelde als linkermiddenvelder en -spits. Hij kwam onder meer uit voor Universidad Católica en Puebla FC. Moscoso verkreeg de Mexicaanse nationaliteit in 2006. Hij werd trainer-coach van Puebla FC in april 2008.

## Interlandcarrière
Moscoso speelde 21 officiële interlands voor Chili, en scoorde vier keer voor de nationale ploeg in de periode 1976-1982. Hij maakte zijn debuut in de vriendschappelijke thuiswedstrijd tegen Uruguay (0-0) op 6 oktober 1976, net als Enzo Escobar, Mario Salinas, Nelson Sanhueza en Miguel Ángel Neira. Moscoso nam met Chili deel aan het WK voetbal 1982 in Spanje, waar hij scoorde in de tweede groepswedstrijd tegen West-Duitsland (4-1).

## Erelijst
Puebla
- Primera División de México

1983
- Beker van Mexico

1988